# Пајлот Стејшон (Аљаска)
Пајлот Стејшон (енгл. Pilot Station) град је у америчкој савезној држави Аљаска.

## Демографија
По попису из 2010. године број становника је 568, што је 18 (3,3%) становника више него 2000. године.
| Група             | 2000.     | 2010.     |
| Белци             | 13 (2,4%) | 10 (1,8%) |
| Афроамериканци    | 0 (0,0%)  | 0 (0,0%)  |
| Азијати           | 0 (0,0%)  | 0 (0,0%)  |
| Хиспаноамериканци | 0 (0,0%)  | 0 (0,0%)  |
| Укупно            | 550       | 568       |